# Сребра
Сребра е река в Южна България, разположена в Северозападната част на Сърнена Средна гора. Дължината ѝ е 21 км. Реката е известна още с имената Златоселска река, Златна река, Злата, понякога долното течение на реката е наричано с имената на притоците Карадере или Азмак.

## Георграфско описание
Реката извира от „Габров дол“ от 696 м н.в. в Сърнена Средна гора, на 1,3 km югозападно от село Свежен, община Брезово. В горното си течение протича в дълбока и залесена долина и е известна като Златоселска река.
Част от водите на река Сребра се вливат в язовир „Дондуково“, след което продължава към с. Златосел в Горнотракийската низина под името „Златна“, преминават през град Раковски, с.Белозем и се влива от ляво в река Марица, на 1,4 км западно от село Мирово, област Стара Загора. В някои източници в долното си течение е известна като „Азмак“.

## Хидрографско описание
Областта обхваща част от дълбоката, тясна долина на реката, която е с надморска височина 600 м и голяма площ. Заобиколена е от планински склонове и на места високи до 800 м скални масиви, предимно със скалист произход. Значителна част от землището по горното течение на реката е заето от скални комплекси, единични скали и каменисти сипеи.
Площта на водосборния басейн на реката е 68 км2, което представлява 0,12% от водосборния басейн на Марица, а границите на басейна ѝ са следните:
- на запад и югозапад – с водосборния басейн на река Стряма;
- на изток – с водосборния басейн на Брезовска река.

## Растителен и животински свят
На отделни места склоновете са покрити с широколистни смесени гори от цер, благун, космат дъб със средиземноморски елементи като червена хвойна, както и иглолистни гори от бор, ели, смърч. Срещат се също и храсталаци от драка и люляк, примесени със смин, както и къпини. Могат да се открият и единични дървета от бадемолистна круша и дъбове. В реката се срещат различни видове малки речни риби.

## Изворна вода
Водите на река Сребра, текат покрай вилна зона Дондуково. Преди да се влеят в язовира, част от изворната вода може да се използва за пиене. Изворната вода тече целогодишно по специално направени две малки чешми от жителите на вилната зона и е годна за пиене.
Реката е с дъждовноподхранване, като максимумът е в периода януари-май, а минимумът – юли-октомври. През сухите летно-есенни месеци в долното течение реката пресъхва.

## Стопанска усвоеност и екология
Екологичното състояние на реката е много добро. В горното си течение реката е тип планинска река, непресъхваща през сезоните.

## Селища на река Сребра
По течението на реката са разположени седем населени места, в т.ч. един град, пет села и една вилна зона:
- Община Брезово – Дондуково, Златосел, Дрангово, Отец Кирилово;
- Община Раковски – Раковски, Шишманци, Белозем;

Почти 100% от водите на реката се използват за напояване в Горнотракийската низина.